# Terremoto de Oaxaca de 2018
El terremoto de Oaxaca de 2018 se produjo a las 17:39:38, hora local (UTC -6), del viernes 16 de febrero de dicho año, con magnitud de 7.2 y con epicentro a 11 km al sureste de Pinotepa Nacional, Oaxaca, México. El temblor fue percibido en los estados de Oaxaca, Guerrero, Chiapas, Puebla, Morelos, Michoacán, Tlaxcala, Veracruz, Tabasco, Estado de México y la Ciudad de México. No hubo víctimas mortales y solo se presentaron daños materiales en Oaxaca. Este movimiento telúrico ocurrió a cinco meses del terremoto de Chiapas del 7 de septiembre y del sismo de Puebla del 19 de septiembre, ambos en 2017.

## Antecedentes tectónicos
México se encuentra en una zona de alta sismicidad debido a la interacción de cinco placas tectónicas: La placa Norteamericana, de Cocos, del Pacífico, de Rivera y del Caribe. Por esta razón, no es rara la ocurrencia de sismos. Oaxaca es uno de los estados con mayor sismicidad en la República Mexicana, registra aproximadamente el 25% de los sismos del país. El origen de esta sismicidad se debe al contacto convergente entre dos importantes placas tectónicas en donde la placa de Cocos subduce bajo la placa Norteamericana. La interacción entre estas dos placas tiene lugar en la costa del Pacífico, desde Chiapas hasta Jalisco. La placa de Cocos se mueve aproximadamente hacia el noreste a una velocidad de 60 mm/año. El terremoto ocurrió como resultado de una falla de empuje a poca profundidad. Las soluciones de profundidad y mecanismo focal del evento son consistentes con su ocurrencia en la interfaz de la zona de subducción entre estas placas, aproximadamente a 90 km al noreste de la Fosa de América Central.
Históricamente, se han producido varios terremotos significativos a lo largo de la costa sur de México. En 1787 un terremoto de magnitud 8.6 se originó a 65 km del sismo del 16 de febrero. En 1932, un terremoto de magnitud M 8.2 sacudió la región de Jalisco, varios cientos de kilómetros al noroeste del evento de Oaxaca. El 9 de octubre de 1995, un terremoto de M 8.0 sacudió la región de Colima-Jalisco, causando al menos 49 muertos y dejando sin hogar a 1.000 personas. El terremoto cercano más mortífero ocurrió el 19 de septiembre de 1985 en la región de Michoacán a 500 km al noroeste del evento del 16 de febrero. Este terremoto de M 8.1 resultó en al menos 9,500 fatalidades, lesionó a unas 30,000 personas y dejó a 100,000 personas sin hogar. En 2003, un terremoto de magnitud M 7.6 en Colima, México, resultó en 29 muertes, destruyó más de 2.000 viviendas y dejó a más de 10.000 personas sin hogar. En marzo de 2012, un terremoto de M 7.4 a 60 km al noroeste del evento del 16 de febrero de 2018 causó la muerte de 2 personas y heridas a 11 en la región de Oaxaca. El hipocentro del terremoto frente a la costa de Chiapas en septiembre de 2017 se localizó a 440 km al suroeste de este terremoto. El evento de Chiapas causó al menos 78 muertos y 250 heridos en Oaxaca, y otras 16 muertes en Chiapas. Once días más tarde, un terremoto de magnitud M 7.1 golpeó cerca de la Ciudad de México, a 230 km al noreste del terremoto de hoy, resultando en más de 300 muertes y daños significativos en la Ciudad de México y la región circundante.

## Magnitud
El Servicio Sismológico Nacional ha reportado que la magnitud del terremoto fue de 7.2 , mientras que el Servicio Geológico de los Estados Unidos informó inicialmente que fue de magnitud 7.5, para posteriormente rectificar, estableciendo la magnitud en 7.2.

### Afectaciones en Oaxaca
Regiones de Oaxaca afectadas ordenadas por intensidad:
| Oaxaca                | Oaxaca                 |
| --------------------- | ---------------------- |
| Región                | Intensidad en Mercalli |
| Costa                 | VII (Muy fuerte)       |
| Valles Centrales      | VI (Fuerte)            |
| Sierra Sur            | VI (Fuerte)            |
| Mixteca               | V (Moderado)           |
| Istmo                 | V (Moderado)           |
| Sierra Norte          | IV (Ligero)            |
| Cañada                | IV (Ligero)            |
| Cuenca del Papaloapan | IV (Ligero)            |

### Estados afectados
Orden por intensidad:
| México                    | México                 |
| ------------------------- | ---------------------- |
| Estado                    | Intensidad en Mercalli |
| Oaxaca                    | VII (Muy fuerte)       |
| Guerrero                  | VI (Fuerte)            |
| Ciudad de México          | VI (Fuerte)            |
| Puebla                    | V (Moderado)           |
| Tlaxcala                  | V (Moderado)           |
| Estado de México, Morelos | V (Moderado)           |
| Veracruz                  | V (Moderado)           |
| Tabasco                   | IV (Ligero)            |
| Chiapas                   | IV (Ligero)            |
| Michoacán                 | IV (Ligero)            |
| Hidalgo                   | IV (Ligero)            |
| Querétaro                 | III (Débil)            |
| Colima                    | II (Débil)             |

## Réplicas
Cuando ocurre un sismo de magnitud considerable, las rocas que se encuentran cerca de la zona de ruptura sufren un reacomodo, lo que genera una serie de temblores en la zona que reciben el nombre de réplicas. El número de las réplicas puede variar desde unos cuantos hasta cientos de eventos en los próximos días o semanas de ocurrido el temblor principal. 
La ocurrencia de temblores en el estado de Oaxaca es frecuente. Hasta la fecha no se cuenta con técnicas científicas en ninguna parte del mundo que puedan determinar cuándo o dónde ocurrirá un sismo, tampoco se puede saber qué tan grande será o qué efectos tendrá en la población. Estar informados acerca de estos fenómenos naturales será de gran utilidad para mitigar el riesgo sísmico en caso de un evento de magnitud considerable. 
El 19 de febrero a las 00:57 hora local se produjo una réplica con una magnitud preliminar de 6.
Hasta las 21:00 hrs (UTC -6) del 23 de febrero de 2018 habían ocurrido 4198 réplicas.

## Aceleraciones
| Estaciones (UNAM) | Localidad                              | Aceleración PGA (Gal) |
| ----------------- | -------------------------------------- | --------------------- |
| pzig              | Ciudad Universitaria, Ciudad de México | 6.6                   |
| crig              | Cruz Grande, Guerrero                  | 50.2                  |
| cmig              | Matias Romero, Oaxaca                  | 3.8                   |
| hlig              | Huajuapan de León, Oaxaca              | 10.2                  |
| oxig              | Ciudad de Oaxaca                       | 30.2                  |
| plig              | Platanillo, Guerrero                   | 6.1                   |
| aovm              | Álvaro Obregón, Ciudad de México       | 4.0                   |
| icvm              | Iztacalco, Ciudad de México            | 28.1                  |
| vrvm              | Venustiano Carranza, Ciudad de México  | 31.6                  |
| pnig              | Pinotepa Nacional, Ciudad de México    | 180.5                 |

## Reacciones

### En México
Tras el sismo, el gobernador del estado de Oaxaca, Alejandro Murat, reportó mediante su cuenta de Twitter que «hasta el momento no se reportan pérdidas humanas». En la región del Istmo de Tehuantepec se esparció el pánico en la población, después de la mala experiencia con el terremoto de magnitud 8.2 ocurrido tan solo 5 meses antes. Mientras tanto, el secretario de gobernación, Alfonso Navarrete, anunció mediante la misma red social que no se habían reportado daños tras el sismo, al tiempo que seguían los protocolos de revisión en los estados de Oaxaca, Chiapas, Michoacán, Puebla y la Ciudad de México.

### Internacionales
Ecuador: 
- La canciller ecuatoriana, María Fernanda Espinosa, expresó a nombre de su gobierno: «observamos con enorme inquietud el terremoto» y «toda nuestra solidaridad».[12]
- El presidente de Ecuador, Lenín Moreno, expresó su solidaridad y apoyo al gobierno de México, tras el sismo, mientras que la cancillería ecuatoriana activó el protocolo de asistencia a sus connacionales que se encuentran en territorio mexicano.[13]

 España:
- El presidente del gobierno español, Mariano Rajoy, trasladó su afecto y solidaridad al pueblo mexicano tras el sismo.[14]

“España traslada su afecto y solidaridad al pueblo mexicano con motivo del fuerte terremoto en Oaxaca. México es un país hermano que cuenta con todo nuestro apoyo”
Mariano Rajoy

## Choque de helicóptero
Alejandro Murat Hinojosa, gobernador de Oaxaca, estaba en el municipio de Tuxtepec en el momento en que se produjo el terremoto e inmediatamente salió a inspeccionar el daño en Pinotepa Nacional junto con Alfonso Navarrete Prida, que había tomado el cargo de secretario de gobernación un mes antes. El helicóptero militar Sikorsky UH-60 Black Hawk en el que viajaban Murat y Navarrete, junto con el jefe estatal de protección civil, se estrelló en Santiago Jamiltepec cuando el piloto intentaba aterrizar y perdió el control. El helicóptero se estrelló contra dos automóviles que estaban estacionados en un campo, donde una familia se refugió después del terremoto; 15 personas, todas ellas en tierra, murieron.